# Fleming Head
Fleming Head är en udde i Antarktis. Den ligger i Östantarktis. Nya Zeeland gör anspråk på området.
Terrängen inåt land är kuperad västerut, men åt nordost är den platt. Havet är nära Fleming Head åt sydost.  Trakten är obefolkad. Det finns inga samhällen i närheten.